# 法国农业及食品部
法国农业及食品部（法語：Ministère de l'Agriculture et de l'Alimentation），是法國政府负责管理农业、渔业、食品与林业的部門，同时也负责相关方面的教育与研究工作。Julien Denormandie 于2020年7月就任部长。

## 主管的机构
以下机构的主管单位是农业食品部：
- 国家食品卫生、环境卫生和工作卫生管理局（与卫生与消费部共管）
- 国家农业、视屏、动物健康与环境组织（与高等教育与研究部、外交部共管）
- 服务于结算剧（与经济部、劳动部共管）
- 环境友好农业引导委员会（与生态部共管）
- FranceAgriMer
- 国家职业间种子与植物联合体
- 国家农业、食品与环境研究院（与高等教育与研究部共管）
- 农业社会保险
- PMU赛马竞彩（与财政部、内政部共管）
- 国际农业科学高等研究中心（蒙彼利埃高等农学院）
- 生命与环境科学与工业学院（巴黎高科农学院）
- 国立起源与质量学院
- 福拉歌那博物馆
- 国家森林办公室（与生态部共管）
- 土地发展与农村机构公司
- 法国马与马术学院
- 农业发展与经济办公室
- 第戎高等农学院（与高等教育与研究部共管）
- 锅里狩猎与野生动物办公室（与生态部共管）
- 斯特拉斯堡国立水工程与环境学校